# Rethera
Rethera este un gen de molii din familia Sphingidae. 

## Specii
- Rethera afghanistana - Daniel 1958
- Rethera amseli - Daniel 1958
- Rethera brandti - O Bang-haas 1937
- Rethera komarovi - (Christoph 1885)